# Дубище (село, Луцький район)
Дуби́ще — село в Україні, у Луцькому районі Волинської області. Входить до складу Цуманської селищної громади. Населення становить 355 осіб.
19 липня 2020 року, в результаті адміністративно-територіальної реформи та ліквідації Ківерцівського району, село увійшло до складу Луцького району.

## Географія
Селом протікає річка Путилівка.

## Населення
Згідно з переписом УРСР 1989 року чисельність наявного населення села становила 362 особи, з яких 160 чоловіків та 202 жінки.
За переписом населення України 2001 року в селі мешкало 355 осіб.

### Мова
Розподіл населення за рідною мовою за даними перепису 2001 року:
| Мова       | Відсоток |
| ---------- | -------- |
| українська | 98,59 %  |
| російська  | 1,41 %   |